# Транспорт Таїланду
Транспорт Таїланду представлений автомобільним , залізничним , повітряним , водним (морським і річковим)  і трубопровідним , у населених пунктах  та у міжміському сполученні діє громадський транспорт пасажирських перевезень. Площа країни дорівнює 513 120 км² (51-ше місце у світі). Форма території країни — складна, з відносно компактною північною частиною і витягнутою меридіонально південною (перешийок Кра); максимальна дистанція з півночі на південь — 780 км, зі сходу на захід — 1650 км. Географічне положення дозволяє державі контролювати транспортні шляхи в Південно-Східній Азії.

## Автомобільний
Загальна довжина автошляхів у Таїланді, станом на 2012 рік, дорівнює 180 053 км із твердим покриттям (450 км швидкісних автомагістралей) (28-ме місце у світі).

## Залізничний
Загальна довжина залізничних колій країни, станом на 2014 рік, становила 4 071 км (43-тє місце у світі), з яких 288 км стандартної 1435-мм колії (288 км електрифіковано), 4 042 км вузької 1000-мм колії.

## Повітряний
У країні, станом на 2013 рік, діє 101 аеропорт (56-те місце у світі), з них 63 із твердим покриттям злітно-посадкових смуг і 38 із ґрунтовим. Аеропорти країни за довжиною злітно-посадкових смуг розподіляються так (у дужках окремо кількість без твердого покриття):
- довші за 10 тис. футів (>3047 м) — 8 (0);
- від 10 тис. до 8 тис. футів (3047-2438 м) — 12 (1);
- від 8 тис. до 5 тис. футів (2437—1524 м) — 23 (1);
- від 5 тис. до 3 тис. футів (1523—914 м) — 14 (10);
- коротші за 3 тис. футів (<914 м) — 6 (26)[1].

У країні, станом на 2015 рік, зареєстровано 19 авіапідприємств, які оперують 276 повітряними суднами. За 2015 рік загальний пасажирообіг на внутрішніх і міжнародних рейсах становив 54,27 млн осіб. За 2015 рік повітряним транспортом було перевезено 2,1 млрд тонно-кілометрів вантажів (без врахування багажу пасажирів).
У країні, станом на 2013 рік, споруджено і діє 7 гелікоптерних майданчиків.
Таїланд є членом Міжнародної організації цивільної авіації (ICAO). Згідно зі статтею 20 Чиказької конвенції про міжнародну цивільну авіацію 1944 року, Міжнародна організація цивільної авіації для повітряних суден країни, станом на 2016 рік, закріпила реєстраційний префікс — HS, заснований на радіопозивних, виділених Міжнародним союзом електрозв'язку (ITU). Аеропорти Таїланду мають літерний код ІКАО, що починається з — VT.

## Водний

### Морський
Головні морські порти країни: Бангкок, Лаемчабанг, Маптафут, Прачуап, Сірача.
Морський торговий флот країни, станом на 2010 рік, складався з 363 морських суден з тоннажем понад 1 тис. реєстрових тонн (GRT) кожне (28-ме місце у світі), з яких: балкерів — 31, суховантажів — 99, танкерів для хімічної продукції — 28, контейнеровозів — 18, газовозів — 36, пасажирських суден — 1, вантажно-пасажирських суден — 10, нафтових танкерів — 114, рефрижераторів — 24, ролкерів — 1, автовозів — 1.
Станом на 2010 рік, кількість морських торгових суден, що ходять під прапором країни, але є власністю інших держав — 13 (Китайської Народної Республіки — 1, Гонконгу — 1, Малайзії — 3, Сінгапуру — 1, Тайваню — 1, Великої Британії — 6); зареєстровані під прапорами інших країн — 46 (Багамських Островів — 4, Белізу — 1, Гондурасу — 2, Панами — 6, Сінгапуру — 33).

### Річковий
Загальна довжина судноплавних ділянок річок і водних шляхів, доступних для суден з осадкою до 0,9 м, 2011 року становила 4 000 км (26-те місце у світі). Лише 300 км доступно для суден з дедвейтом більше за 500 тонн.

## Трубопровідний
Загальна довжина газогонів у Таїланді, станом на 2013 рік, становила 5 902 км; трубопроводів зрідженого газу — 85 км; нафтогонів — 1 км; продуктогонів — 1 097 км.

## Державне управління
Держава здійснює управління транспортною інфраструктурою країни через міністерство транспорту. Станом на 20 грудня 2016 року міністерство в уряді генерала Праюта Чан-Очі очолював Ахом Тоемфіттаяфісіт.

### Українською
- Атлас. 10-11 клас. Економічна і соціальна географія світу / упорядники :  О. Я. Скуратович, Н. І. Чанцева. — К. : ДНВП «Картографія», 2010. — ISBN 978-966-475-639-3.
- Атлас світу / голов. ред. І. С. Руденко ; зав. ред. В. В. Радченко ; відп. ред. О. В. Вакуленко. — К. : ДНВП «Картографія», 2005. — 336 с. — ISBN 9666315467.
- Безуглий В. В. Економічна і соціальна географія зарубіжних країн : Навчальний посібник. — К. : ВЦ «Академія», 2007. — 704 с. — ISBN 978-966-580-239-6.
- Безуглий В. В., Козинець С. В. Регіональна економічна і соціальна географія світу : Навчальний посібник. — видання 2-ге, доп., перероб. — К. : ВЦ «Академія», 2007. — 688 с. — ISBN 966-580-144-9.
- Головченко В., Кравчук О. Країнознавство: Азія, Африка, Латинська Америка, Австралія і Океанія. — К., 2006. — 335 с. — ISBN 966-8939-04-2.
- Дахно І. І. Країни світу: Енциклопедичний довідник / І. І. Дахно, С. М. Тимофієв. — К. : Мапа, 2011. — 606 с. — (Бібліотека нового українця) — ISBN 978-966-8804-23-6.
- Дахно І. І. Економічна географія зарубіжних країн : навчальний посібник. — К. : Центр учбової літератури, 2014. — 319 с. — ISBN 978-611-01-0682-5.
- Дорошенко В. І. Географія транспорту : Навчальний посібник / В. І. Дорошенко, К. Д. Діденко. — К. : Київський нац. ун-т ім. Т. Шевченка, 2010. — 183 с. — ISBN 978-966-439-329-1.
- Дубович І. А. Країнознавчий словник-довідник. — 5-те вид., перероб. і доп. — К. : Знання, 2008. — 839 с. — ISBN 978-966-346-330-8.
- Економічна і соціальна географія країн світу : Навчальний посібник / За ред. С. П. Кузика. — Л. : Світ, 2002. — 672 с. — ISBN 966-603-178-7.
- Зарубіжна транспортна географія : навчальний посібник / уклад. : Петрашевський О. Л. и др. — К. : Національний транспортний університет, 2015. — 95 с. — ISBN 978-966-632-227-5.
- Ігнатьєв П. М. Країнознавство: Країни Азії. — Ч. : Книги-ХХІ, 2004. — 383 с. — ISBN 966-8029-53-4.
- Книш М. М., Мамчур О. І. Регіональна економічна і соціальна географія світу (Латинська Америка та Карибські країни, Африка, Азія, Океанія) : навч. посіб. — Л. : ЛНУ ім. Івана Франка, 2013. — 368 с. — ISBN 978-617-10-0007-0.
- Юрківський В. М. Регіональна економічна і соціальна географія. Зарубіжні країни : Підручник. — К. : Либідь, 2001. — 416 с. — ISBN 966-06-0092-5.

### Англійською
- (англ.) Modern Transport Geography / Hoyle, B. and R. Knowles (eds). — Second Edition,. — London : Wiley, 1998.
- (англ.) Rodrigue, J-P. The Geography of Transport Systems. — Fourth Edition. — N. Y. : Routledge, 2017. — 440 с. — ISBN 978-1138669574.
- (англ.) Taaffe E. J., Gauthier H. L. and O'Kelly M. E. Geography of transportation. — Second Edition. — N. Y. : Prentice Hall, 1996. — ISBN 0-13-368572-1.
- (англ.) Black, W. Transportation: A Geographical Analysis. — N. Y. : Guilford, 2003.

### Російською
- (рос.) Максаковский В. П. Географическая картина мира. Книга I: Общая характеристика мира. — М. : Дрофа, 2008. — 495 с. — ISBN 978-5-358-05275-8.
- (рос.) Максаковский В. П. Географическая картина мира. Книга II: Региональная характеристика мира. — М. : Дрофа, 2009. — 480 с. — ISBN 978-5-358-06280-1.
- (рос.) Физико-географический атлас мира. — М. : Академия наук СССР и главное управление геодезии и картографии ГГК СССР, 1964. — 298 с.
- (рос.) Шаповал Н. С. Транспортная география и транспортные системы мира : учебное пособие. — К. : Центр учбової літератури, 2006. — 188 с. — ISBN 000-0000-00-4.
- (рос.) Экономическая, социальная и политическая география мира. Регионы и страны / под ред. С. Б. Лаврова, Н. В. Каледина. — М. : Гардарики, 2002. — 928 с. — ISBN 5-8297-0039-5.
- (рос.) Энциклопедия стран мира / глав. ред. Н. А. Симония. — М. : НПО «Экономика» РАН, отделение общественных наук, 2004. — 1319 с. — ISBN 5-282-02318-0.